# 티야 서카
티야 서카(영어: Tiya Sircar, 1982년 5월 16일 ~ )는 미국의 배우이다.

## 영화
- 강아지 호텔
- 17 어게인
- 프렌즈 위드 베네핏
- 인턴십 (영화)
- 다이노소어 어드벤처 3D

## 텔레비전
- 하우스 (드라마)
- 한나 몬타나
- 문라이트 (드라마)
- 터미네이터: 사라 코너 연대기
- 그릭 (드라마)
- 넘버스 (드라마)
- 잭과 코디, 우리 학교는 호화 유람선
- 피니와 퍼브
- 메이크 잇 오어 브레이크 잇
- 뱀파이어 다이어리
- NCIS (드라마)
- 터치 (2012년 드라마)
- 에밀리의 병원 24시
- 동쪽 끝의 마녀들
- 크레이지 원스
- 스타워즈 반란군
- 헬's 키친
- 굿 플레이스
- 민디 프로젝트
- 슈퍼걸 (드라마)
- 심슨 가족